# 김탁원
김탁원(金鐸遠)은 일제 강점기의 의사이자 독립운동가이다. 3.1운동에 참여했으며 로제타 셔우드 홀이 떠난 이후 경성여자의학강습소의 운영을 맡았다.
1. ↑  “독립유공자 공훈록”. 《공훈전자사료관》.